# 星云 (航海家号)
（The Cloud）是科幻电视剧《星际旅行：航海家号》的第六集，于1995年2月13日在联合派拉蒙电视网（UPN）首播。

## 情节
为了让迅速消耗的能源储备得到补充，航海家号进入了一处星云，但它的冲量推进器却在星云里引发了一场危险的反应，并让航海家号陷入了困境中。航海家号受到了一些损坏，星云中的未知物质开始贴上星舰的外壳。航海家号不得不离开了星云，并发现粘贴在星舰外壳上的物质是有机成分。
船员们因而得出了星云是某种生命形式的结论，而珍妮薇上校下令将航海家号驶回星云内部，以修复航海家号给该生物带来的伤害。任务在最后成功了，但航海家号却失去了更多的能源。万幸的是，尼利克斯对当地空域的知识让他们能从别的地方找到能源。
此集是《航海家号》中第一次出现全息甲板的一集。船员们在全息甲板上打发了一段空余时间，运行的是汤姆·派里斯创建的台球厅程序。